# Leprechaun 3
Leprechaun III (titulada Criatura Infernal 3 en Argentina, El Duende Maldito 3 en México, La Noche del Duende 3: El Duende Asesino en España y Duende 3 en Venezuela) es una película de 1995 que se encuadra en el género slasher/humor negro. Fue la primera película directa a video de la saga Leprechaun. La película parece estar ubicada cronológicamente después de los eventos de Leprechaun: In The Hood y Leprechaun: Back 2 tha Hood pero antes de los eventos de Leprechaun.

## Argumento
Después de ser empeñado al dueño de una tienda de Las Vegas, Gupta, Lubdan (Warwick Davis) salta sobre su espalda y le arranca una parte de la oreja, acusándolo de ser un ladrón codicioso. Luego late piernas del Gupta con su bastón y las comunicaciones que él está con zapatos de cuero. Se elimina uno y afirma que "aprecia un buen par de zapatos." Él mira hacia abajo y se da cuenta de que el calcetín de Gupta tiene un agujero en él, revelando su dedo gordo del pie. El Leprechaun toma una bodega de su pie y dice: "¡Ah, no importa si lo hago!", Y luego procede a morder el dedo gordo del hombre fuera. Antes de que pueda causarle más daño, Gupta revela que él está usando un medallón que encontró en el cuerpo luego petrificado del Leprechaun. El Leprechaun corre de ella y se esconde en el sótano, donde Gupta le sigue y recibe un disparo en el brazo con una flecha de una estatua de Cupido. Corre al piso de arriba para pedir ayuda, pero es estrangulado a muerte por el Leprechaun través del cable telefónico. Él se encuentra por estudiante universitario, de Scott McCoy, que ha caído por un empleado del casino llamado Tammy Larsen. Scott roba la moneda del Leprechaun que en esta película tiene la capacidad de conceder un deseo por persona. Este deseo puede hacer Leprechaun ningún daño. Esta es también la primera película en la que Leprechaun se puede convertir en concreto si se le obliga a llevar un medallón.
Después de golpear rica en el casino, Scott es robado por los empleados (Loretta y Fazio) y atacado por Leprechaun. Él es capaz de lanzar Leprechaun por la ventana del hotel, pero en el proceso es mordido. Mientras tanto, los empleados de casino (Mitch, Loretta, Fazio) pasan a la moneda en torno a hacer deseos. Mitch le gustaría poder dormir con Tammy, Loretta desea para un nuevo cuerpo, y Fazio desea que él fuera el mejor mago del mundo.
Obviamente Leprechaun ha sobrevivido a la caída, y, uno por uno, les mata. Mitch es asesinado después de Tammy sale de la habitación. Una porno se enciende el televisor y comience a hablar de su nombre. Las mujeres que sale de la televisión y empieza a besar Mitch. Mitch oye el Leprechaun en la televisión y que busca. Cuando mira hacia atrás en las mujeres, ella es un robot. Ella le electrocuta.
Loretta deseos de su cuerpo de veinte años. Cuando se enfrentan por el Leprechaun ella le dice que no tiene la moneda más. A su vez le hace saltar al hacer sus pechos, nalgas y los labios cada vez más grandes, hasta que explota. La muerte de Fazio fue el peor de todos. Quería ser el mejor mago del mundo. Durante su espectáculo del Leprechaun aparece. Todo el mundo piensa que es parte del show. Ellos hacen el hombre que consigue cortado por la mitad truco. La única cosa es el Leprechaun tiene una motosierra real. Todo el mundo en la multitud, dijo que querían que el truco para hacer, simplemente no sabían que no habría tanta sangre y el gore. Toda la gente estaba disgustada cuando vieron Fazio estaba muerto, y él fue asesinado justo en frente de ellos.
Scott ha empezado a convertir en un mismo Leprechaun sean mordidos y debe luchar contra sus impulsos de robar pote del Leprechaun del oro. Al final Tammy y Scott queman oro del Leprechaun, que en esta película tiene la capacidad de matar.

## Elenco
- Warwick Davis...El Duende
- John Gatins...Scott McCoy
- Lee Armstrong..."Tammy" Larsen
- John DeMita...Fazio The Great
- Caroline Williams...Loretta
- Marcelo Tubert...Gupta
- Michael Callan...Mitch
- Tom Dugan...Arthur
- Leigh-Allyn Baker...Mesera